# Mayue
Mayue (kinesiska: 马跃, 马跃乡) är en socken i Kina. Den ligger i den autonoma regionen Tibet, i den sydvästra delen av landet, omkring 330 kilometer nordväst om regionhuvudstaden Lhasa. Antalet invånare är 1 829. Befolkningen består av 897 kvinnor och 932 män. Barn under 15 år utgör 28,0 %, vuxna 15-64 år 64 %, och äldre över 65 år 6,0 %.
Genomsnittlig årsnederbörd är 456 millimeter. Den regnigaste månaden är juli, med i genomsnitt 143 mm nederbörd, och den torraste är november, med 4 mm nederbörd.